# Liste des édifices labellisés « Architecture contemporaine remarquable » des Ardennes
Cet article recense les édifices labellisés « Architecture contemporaine remarquable » des Ardennes, dans la région du Grand Est en France.
Le label « Architecture contemporaine remarquable » est attribué à des édifices ou ensembles de moins de 100 ans reconnus remarquables sur la base de six critères et qui ne sont pas protégés comme monuments historiques. Depuis 2016, il remplace l'ancien label « Patrimoine du XXe siècle ». 
Au début 2024, le département des Ardennes comptent 17 édifices ainsi labellisés parmi les quelque 200 dans la région du Grand Est.

## Liste
| Monument                            | Commune              | Adresse | Coordonnées                      | Notice     | Date | Illustration |
| ----------------------------------- | -------------------- | --- | -------------------------------- | ---------- | ---- | --- |
| Église Notre-Dame                   | Ballay               | Rue Notre-Dame | 49° 25′ 47″ nord, 4° 44′ 56″ est | ACR0000446 | 2000 | Église Notre-Dame |
| Mairie-école                        | Ballay               | Rue Notre-Dame | 49° 25′ 48″ nord, 4° 44′ 54″ est | ACR0000447 | 2000 | Mairie-école |
| Maroquinerie des Ardennes           | Bogny-sur-Meuse      | Av. des Marguerites | 49° 30′ 10″ nord, 4° 27′ 50″ est | ACR0001826 | 2023 | Image manquante Téléverser                                                                                                  |
| Église Sainte-Jeanne-d'Arc          | Charleville-Mézières | Rue Albert-Poulain | 49° 46′ 54″ nord, 4° 42′ 43″ est | ACR0000448 | 2000 | Église Sainte-Jeanne-d'Arc                                                                                                  |
| Établissement administratif d'EDF   | Charleville-Mézières | 5 rue Gervaise | 49° 46′ 21″ nord, 4° 42′ 51″ est | ACR0000453 | 2000 | Établissement administratif d'EDF                                                                                           |
| Lycée Sévigné                       | Charleville-Mézières | 14 rue Madame-de-Sévigné | 49° 46′ 14″ nord, 4° 43′ 00″ est | ACR0000449 | 2000 | Lycée Sévigné |
| Palais de justice                   | Charleville-Mézières | 9 esplanade du Palais de justice | 49° 45′ 41″ nord, 4° 43′ 20″ est | ACR0000451 | 2000 | Palais de justice |
| Usines Corneau-Deville              | Charleville-Mézières | Rue Forest Rue Charles-Delahaut | 49° 46′ 27″ nord, 4° 43′ 39″ est | ACR0000452 | 2015 | Image manquante Téléverser                                                                                                  |
| Maison RO-2C                        | Dommery              | 7 rue de la Corne | 49° 40′ 40″ nord, 4° 28′ 13″ est | ACR0001737 | 2022 | Image manquante Téléverser                                                                                                  |
| Chapelle Saint-Antoine de Montmarin | Givry                | | 49° 29′ 24″ nord, 4° 32′ 09″ est | ACR0000454 | 2015 | Image manquante Téléverser                                                                                                  |
| Cité-jardin Faure                   | Revin                | Rue Jean-Moulin Place Saint-Jean Rue de la Chapelle Rue Roland-Perrot Rue Saint-Jean Rue des Jardins Boulevard Firmin-Leguet Rue de Sartnizon Place Théodore-Faure Rue Saint-Éloi | 49° 55′ 51″ nord, 4° 38′ 21″ est | ACR0000455 | 2000 | Cité-jardin Faure |
| Passerelle d'Orzy                   | Revin                | | 49° 56′ 22″ nord, 4° 37′ 37″ est | ACR0000457 | 2000 | Passerelle d'Orzy |
| Pont de Fumay                       | Revin                | | 49° 56′ 42″ nord, 4° 38′ 28″ est | ACR0000456 | 2000 | Image manquante Téléverser                                                                                                  |
| Maison                              | Sault-lès-Rethel     | 16 rue de Vouziers | 49° 29′ 42″ nord, 4° 22′ 01″ est | ACR0000458 | 2000 | Image manquante Téléverser                                                                                                  |
| École élémentaire Blanpain          | Sedan                | 10 rue Blanpain Rue Rovigo | 49° 42′ 15″ nord, 4° 56′ 34″ est | ACR0000459 | 2000 | Image manquante Téléverser                                                                                                  |
| Immeubles Les Peignes               | Sedan                | Avenue Maréchal-Leclerc | 49° 42′ 02″ nord, 4° 56′ 41″ est | ACR0000460 | 2000 | Immeubles Les Peignes |
| Hôtel de ville                      | Vouziers             | Place Carnot | 49° 23′ 55″ nord, 4° 42′ 02″ est | ACR0000461 | 2000 | Hôtel de ville« D'après l'article L.650-1 du code du Patrimoine, un édifice perd son label cent ans après sa construction » |
| Église Saint-Paul                   | Warcq                | Boulevard Lucien-Perquin | 49° 46′ 46″ nord, 4° 41′ 41″ est | ACR0000462 | 2000 | Église Saint-Paul |